# Venecia (Antioquia)
Venecia es un municipio de Colombia, localizado en la subregión Suroeste del departamento de Antioquia. Limita por el norte con los municipios de Titiribí y Amagá, por el este con el municipio de Fredonia, por el sur con los municipios de Fredonia y Tarso, y por el oeste con los municipios de Concordia y Salgar. Su cabecera dista 60 km de la ciudad de Medellín, capital del departamento de Antioquia. El municipio posee una extensión de 141 km².

## Toponimia
lleva el nombre de la ciudad italiana Venecia porque el territorio, al principio, era una laguna. 

## Historia
Las etnias indígenas de los "Titiribíes" y "Sinifanaes" (complejo Titiribíes-Sinifanaes, En: Arcila, 1969 -ver enlace externo), fueron las que originalmente habitaron estas tierras. Durante la conocida expedición de Jorge Robledo por la actual región del suroeste antioqueño, por las vegas del río Cauca en dirección al norte en el año 1561. Todavía hoy quedan en el municipio innumerables vestigios y remembranzas indígenas de gran valor arqueológico, antropológico y turístico. Entre ellos están las Cuevas de Santa Catalina, sitio de ofrendas, los Petroglifos vereda La Amalia y La Rana de Cinco Patas en la vereda de Arabia.
Los primeros colonos se establecieron aquí en 1860, dedicados inicialmente a la caña y luego al café. Cerca de la actual población se establecieron varios trapiches. Las haciendas La Amalia, La India y La Loma iniciaron en el país el cultivo del café en grande, y antes de finalizar el siglo XIX eran los más importantes productores de Colombia.
La Hacienda La Amalia no sólo se distinguió como un gran emporio, sino que en la región de La Rita estableció la primera trilladora del Departamento de Antioquia.
En 1898 se creó en el lugar la parroquia de Providencia en honor de San Pablo y Santa Teresita. Esta parroquia dio lugar en 1909 a la actual, dedicada a San José, y con cuya creación se creó igualmente el nuevo municipio de Venecia, segregado del territorio de Fredonia. 
También tuvo en alguna ocasión el nombre de Providencia.
Venecia tiene, en la actualidad, una proyección turística muy importante, que será tenida en cuenta en los megaproyectos turísticos de Antioquia que están en planeación. 
En sus inmediaciones, de entrada sorprende Cerro Tusa (Latitud: 5° 57' 59" Norte, Longitud: 75° 46' 15" Oeste), la pirámide natural más alta del mundo. Hay además senderos indígenas con vestigios del trabajo de los aborígenes, y caminos de la arriería que hoy se recorren a caballo. Además disfruta de una oferta hotelera de muy buena calidad. Las fincas cafeteras siguen siendo habituales en los paisajes cercanos al casco urbano. Su corregimiento de Bolombolo, ubicado a orillas del río Cauca, es uno de los destinos turísticos preferidos por los habitantes del municipio.

## Generalidades
- Fecha de fundación: 13 de octubre de 1898[1]. Erigido municipio por el decreto N.º 480 de 1909, por el presidente Rafaél Reyes.
- Origen nombre: En honor a Venecia, la de Italia y en su recuerdo a semejanza del puerto italiano: el suelo de Venecia estaba anegado por una cantidad de lagunas.
- Otros nombres: Providencia.
- Gentilicio: Venecianos.
- Apelativos del municipio: Antejardín del Suroeste, Puerta de Oro del Suroeste, Linda y Turística.
- Algunos fundadores: Toribio y Tomás Chaverra, José Ignacio de Márquez, Anacleto Marín, Aquilino Ochoa, Próspero Uribe, Alejandro Vélez, Bonifacio Ángel, Alfonso Correa Bernal, Antonio Montoya Upegui, Gabriel Posada, entre otros.
- Clima: Generalmente templado.
- Distancia desde Medellín en km: 58 km Aprox.
- Distancia desde Medellín en tiempo: 2 horas Aprox.
- Límites: Amagá, Concordia, Fredonia, Salgar, Tarso y Titiribí.

El. La población está comunicada por carretera con los municipios de Titiribí, Amagá, Fredonia, el suroeste antioqueño y el Chocó colombiano.

## División Político-Administrativa
Además de su Cabecera municipal. Venecia tiene bajo su jurisdicción los siguientes corregimientos (de acuerdo a la Gerencia departamental):
- Bolombolo
- La Mina

## Demografía
Población Total: 11 602 habitantes. (2018)
- Población Urbana: 5 089
- Población Rural: 6 513

Alfabetismo: 78.9% (2005)
- Zona urbana: 84.6%
- Zona rural: 73.4%

### Etnografía
Según las cifras presentadas por el DANE del censo 2005, la composición etnográfica del municipio es: 
- Mestizos & blancos (95,8%)
- Afrocolombianos (3,8%)
- Indígenas (0,4%)

## Economía
- Turismo: De Naturaleza, Senderismo, Excursionismo, Montañismo, Turismo Experiencial, Cultural, Histórico, Avistamiento de Aves, Cabalgatas, Bicicleta de Montaña, Espeleología.

- Agricultura:Café, Plátano, Yuca, Frutales como Cítricos y Maracuyá.

- Ganadería: Ganado Vacuno de Levante y Leche, Ganado Porcino.

- Minería: Carbón y Barequeo Artesanal.

- Maderables.

- Comercio de Bienes y Servicios.

## Fiestas
- Fiestas del Cerro Tusa a final de junio y a principio de julio.
- Fiestas de la Canoa, en el corregimiento de Bolombolo.
- Semana Santa, en marzo o abril.
- Mercado Local, el último domingo de cada mes.
- Aniversario del Municipio, 7 de mayo

## Atractivos y sitios de interés turístico
- Cerro Tusa
- Cerro Bravo y sus caminos prehispánicos.
- Cara de la India, Diosa de los Espejos, Cara de la Vieja, megalito en el costado norte de Cerro Tusa.
- Altar de Ofrendas, Piedra de Sacrificios, Piedra de las Escalas.
- Primer Mirador Turístico en la vereda El Vergel.
- Ruta del Oso, Ruta Nacional Caminera entre los municipios de Fredonia y Venecia.
- Hacienda La Amalia, primera finca cafetera a gran escala de Colombia.
- Parroquia de San José, la segunda construida en adobe macizo en Antioquia.
- Corregimiento de Bolombolo, población turística sobre el río Cauca.
- Puente José María Escobar y el Malecón del Río Cauca en Bolombolo .
- Museo Cerro Tusa Zenufaná.
- Parque Educativo Zenufaná.